# Dagome Iudex
Le Dagome Iudex est le plus ancien document écrit relatif à la Pologne. Il énumère les territoires du duc Mieszko Ier, territoires qui par cet acte sont placés sous la protection du pape Jean XV.
Ce document a été rédigé en latin vers 991 et son nom provient des deux premiers mots du texte. L’acte original a disparu, seul un résumé est parvenu jusqu’à nous. Il a été retrouvé dans un registre romain d’un cardinal du pape Grégoire VII. Ce résumé est le fruit du travail d'un moine, vers 1080. Les noms des lieux ont été terriblement écorchés par ce moine qui n’a même pas réalisé que ce document concernait la Pologne.
Dagome est le nom par lequel est désigné Mieszko Ier dans ce texte. En latin, Iudex désigne un juge. Parfois, ce mot désignait aussi quelqu’un qui exerçait le pouvoir. Les chefs des tribus slaves étaient parfois désignés par ce nom. Cependant, quelques historiens pensent qu’il s’agit d’une erreur d’écriture du copiste qui a transformé Ego Mesco dux (Moi, duc Mieszko) en Dagome Iudex.
Ce document a une importance capitale pour les historiens car il décrit les possessions polonaises à cette époque et donne des informations sur les localités importantes (Gniezno et Cracovie).

## Le texte en latin

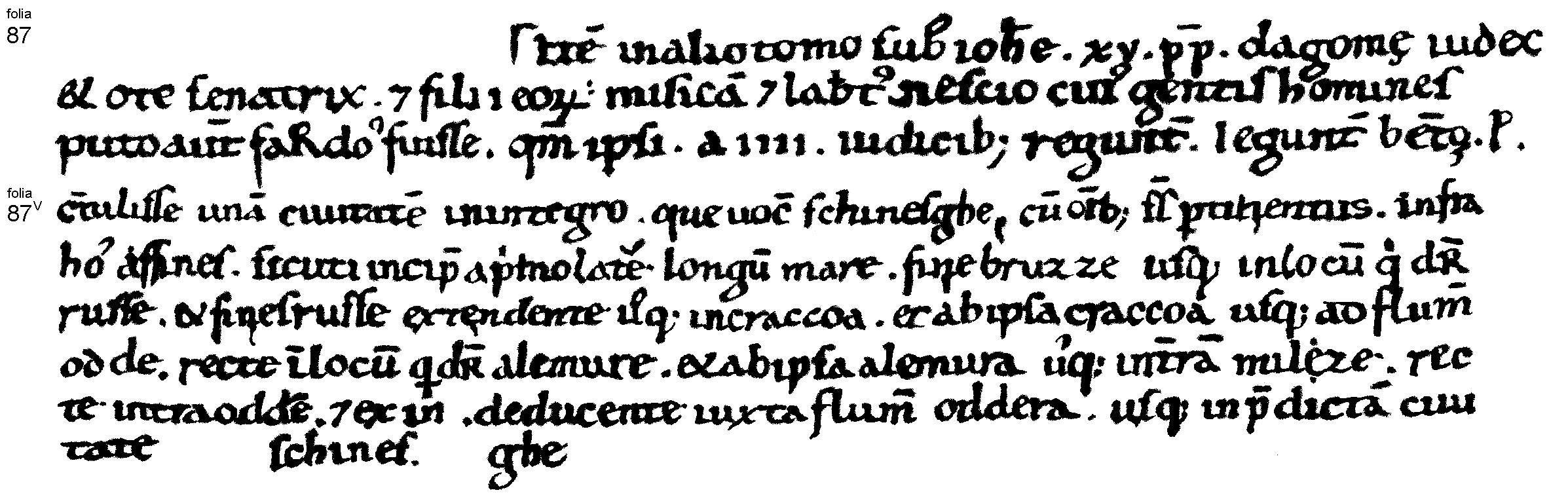
Document du Vatican

Le texte intégral du Dagome Iudex en latin :
Item in alio tomo sub Iohanne XV papa Dagome iudex et Ote senatrix et filii eorum: Misicam et Lambertus - nescio cuius gentis homines, puto autem Sardos fuisse, quoniam ipsi a III iudicibus reguntur - leguntur beato Petro contulisse unam civitatem in integro, que vocatur Schinesghe, cum omnibus suis pertinentiis infra hos affines, sicuti incipit a primo latere longum mare, fine Bruzze usque in locum, qui dicitur Russe et fines Russe extendente usqie in Craccoa et ab ipsa Craccoa usque ad flumen Oddere recte in locum, qui dicitur Alemure, et ab ipsa Alemura usque in terram Milze recte intra Oddere et exinde ducente iuxta flumen Oddera usque in predictam civitatem Schinesghe.

## Le texte en français
Le texte du Dagome Iudex traduit en français :
Également dans un autre livre datant de l’époque du pape Jean XV, le Seigneur Dagome et son épouse Oda, ainsi que leurs fils Mieszko et Lambert (Je ne sais pas à quelle tribu appartenaient ces gens mais je pense qu’il s’agit des Sardes puisque ceux-ci sont gouvernés par quatre seigneurs), sont supposés avoir légué à Saint Pierre un état entier, appelé Shinesghe[1], avec toutes les terres frontalières qui en dépendent[2], qui d’un côté longent la mer[3], le long de la Prusse jusqu’à une région appelée la Rus, de là vont jusqu’à Cracovie et ensuite partent en ligne directe jusqu’au fleuve Oder, puis tout droit jusqu’à un lieu appelé Alemure[4], et d’Alemure vont jusqu’au pays de Milczan[5], et de la frontière avec le pays de Milczan jusqu’à la rivière Oder, puis suivent le cours de l’Oder jusqu’à l’État de Shinesghe mentionné plus haut.
[1] Certains historiens pensent qu’il s’agit de Gniezno, capitale de la Pologne à cette époque, dont le nom aurait été écorché. D’autres pensent qu’il pourrait s’agir de Szczecin.
[2] Il semble que l’État de Gniezno était une entité séparée, et que les autres régions, probablement conquises, y ont été rattachées.
[3] Certains traduisent longum mare par longue mer, d’autres par Poméranie. La première traduction est sans doute la meilleure puisqu’en 990 la Poméranie était presque certainement déjà incorporée à la Pologne.
[4] Alemure désigne sans doute une ville de Moravie.
[5] Région de Lusace avec la place forte de Budziszyn.

## Les frontières de la Pologne

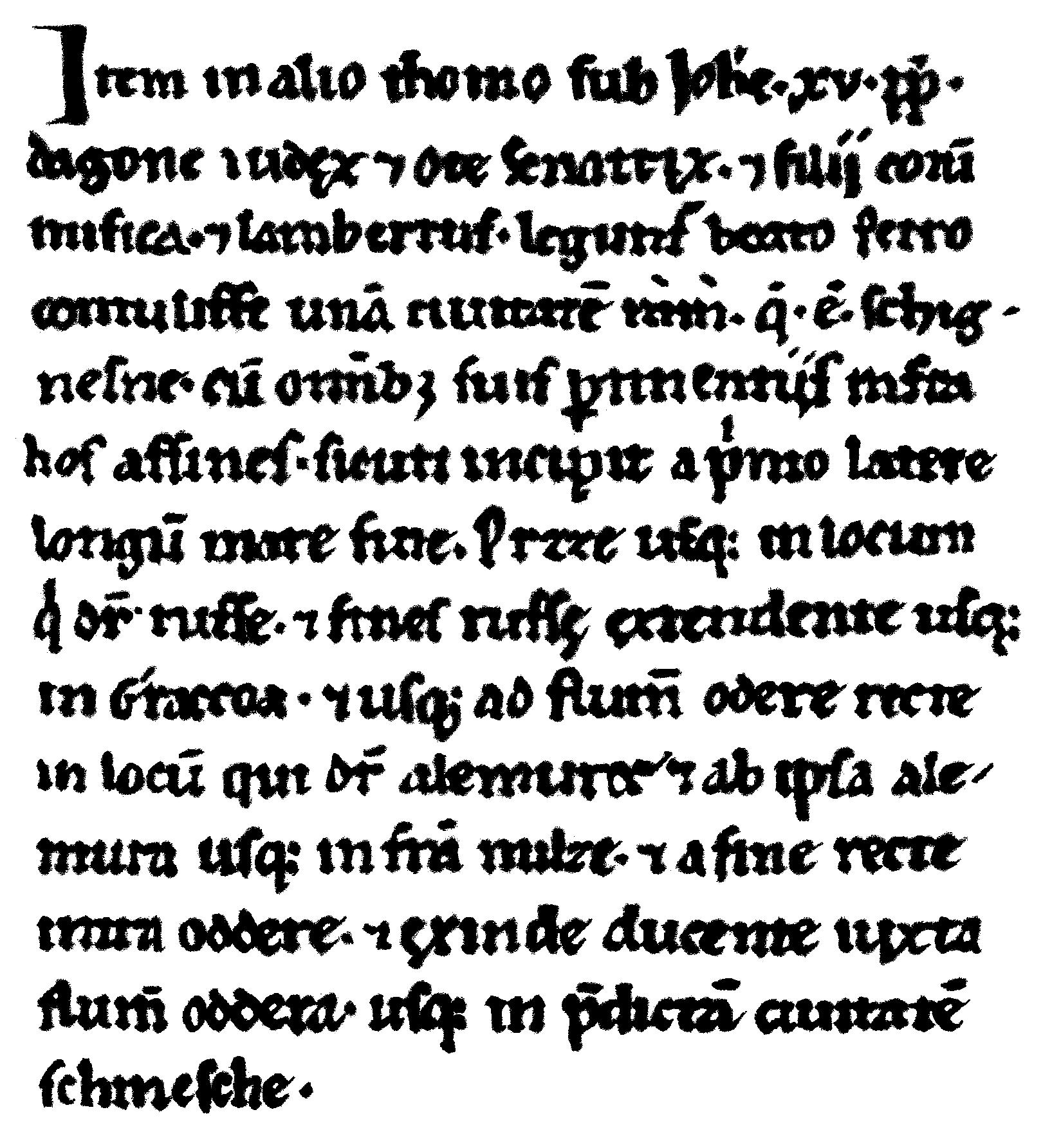
Copie de Cambrai

Ce document nous permet de tracer les contours de l’état polonais de Mieszko :
- Schinesghe Gniezno ou Szczecin
- La mer Baltique
- Prusse
- Rus
- Cracovie
- Oder
- Alemure
- Région de Milczan
- Oder

## Énigmes
Ce document suscite de nombreuses questions qui restent des énigmes.
Pourquoi Mieszko Ier a confié son État au pape ?
Pourquoi le fils aîné de Mieszko et de sa première femme Dobrawa, Boleslas Ier le Vaillant, n’est-il pas mentionné dans le document alors que sa seconde épouse Oda et deux fils de son second mariage sont mentionnés ?
Pourquoi Świętopełk, le troisième fils du second mariage, n’est-il pas mentionné ?
Pourquoi Cracovie, qui a sans douté été conquise par Mieszko bien avant la rédaction de ce document, est mentionnée comme région limitrophe et non comme faisant partie des possessions polonaises ?
Pourquoi Mieszko est-il appelé Dagome alors que dans aucun autre document il n’est désigné par ce nom ?
Des hypothèses ont été énoncées par de nombreux historiens pour répondre à ces questions, mais il n’y a aucune certitude. Par exemple, l’absence de Boleslas Ier le Vaillant dans ce document pourrait s’expliquer par une vieille coutume slave qui voulait que les enfants reçoivent leur héritage dès leur majorité. Boleslas Ier le Vaillant aurait pu recevoir Cracovie de son père.